# Luke Kennard
Luke Douglas Kennard (Middletown, 24 giugno 1996) è un cestista statunitense, professionista in NBA con gli Atlanta Hawks.

## Carriera
Il 6 aprile 2017, dopo due anni disputati a Duke, si dichiarò eleggibile per il Draft NBA 2017. Viene selezionato con la dodicesima scelta assoluta dai Detroit Pistons.

## Statistiche
| * | Primo nella lega |

### NCAA
| Anno      | Squadra          | PG | PT | MP   | TC%  | 3P%  | TL%  | RP  | AP  | PRP | SP  | PP   |
| --------- | ---------------- | -- | -- | ---- | ---- | ---- | ---- | --- | --- | --- | --- | ---- |
| 2015-2016 | Duke Blue Devils | 36 | 11 | 26,7 | 42,1 | 32,0 | 88,9 | 3,6 | 1,5 | 0,9 | 0,2 | 11,8 |
| 2016-2017 | Duke Blue Devils | 37 | 36 | 35,5 | 49,0 | 43,8 | 85,6 | 5,1 | 2,5 | 0,8 | 0,4 | 19,5 |
| Carriera  | Carriera         | 73 | 47 | 31,2 | 46,2 | 38,3 | 86,7 | 4,3 | 2,0 | 0,9 | 0,3 | 15,7 |

#### Massimi in carriera
- Massimo di punti: 35 vs Maine (3 dicembre 2016)[3]
- Massimo di rimbalzi: 11 vs Oregon (24 marzo 2016)
- Massimo di assist: 6 (2 volte)
- Massimo di palle rubate: 3 (5 volte)
- Massimo di stoppate: 2 vs North Carolina-Chapel Hill (10 marzo 2017)
- Massimo di minuti giocati: 40 (8 volte)

### NBA

#### Regular Season
| Anno      | Squadra           | PG  | PT  | MP   | TC%  | 3P%   | TL%  | RP  | AP  | PRP | SP  | PP   |
| --------- | ----------------- | --- | --- | ---- | ---- | ----- | ---- | --- | --- | --- | --- | ---- |
| 2017-2018 | Detroit Pistons   | 73  | 9   | 20,0 | 44,3 | 41,5  | 85,5 | 2,4 | 1,7 | 0,6 | 0,2 | 7,6  |
| 2018-2019 | Detroit Pistons   | 63  | 10  | 22,8 | 43,8 | 39,4  | 83,6 | 2,9 | 1,8 | 0,4 | 0,2 | 9,7  |
| 2019-2020 | Detroit Pistons   | 28  | 25  | 32,9 | 44,2 | 39,9  | 89,3 | 3,5 | 4,1 | 0,4 | 0,2 | 15,8 |
| 2020-2021 | L.A. Clippers     | 63  | 17  | 19,6 | 47,6 | 44,6  | 83,9 | 2,6 | 1,7 | 0,4 | 0,1 | 8,3  |
| 2021-2022 | L.A. Clippers     | 70  | 13  | 27,4 | 44,9 | 44,9* | 89,6 | 3,3 | 2,1 | 0,6 | 0,1 | 11,9 |
| 2022-2023 | L.A. Clippers     | 35  | 11  | 20,7 | 46,4 | 44,7* | 95,0 | 2,4 | 1,1 | 0,5 | 0,1 | 7,8  |
| 2022-2023 | Memphis Grizzlies | 24  | 3   | 24,6 | 52,6 | 54,0* | 94,7 | 3,1 | 2,3 | 0,5 | 0,0 | 11,3 |
| 2023-2024 | Memphis Grizzlies | 39  | 22  | 25,6 | 44,8 | 45,0  | 88,9 | 2,9 | 3,5 | 0,5 | 0,1 | 11,0 |
| 2024-2025 | Memphis Grizzlies | 65  | 11  | 22,6 | 47,8 | 43,3  | 89,5 | 2,8 | 3,3 | 0,8 | 0,1 | 8,9  |
| Carriera  | Carriera          | 460 | 121 | 23,4 | 45,7 | 43,8  | 88,1 | 2,8 | 2,3 | 0,5 | 0,1 | 9,8  |

#### Play-off
| Anno     | Squadra           | PG | PT | MP   | TC%  | 3P%   | TL%  | RP  | AP  | PRP | SP  | PP   |
| -------- | ----------------- | -- | -- | ---- | ---- | ----- | ---- | --- | --- | --- | --- | ---- |
| 2019     | Detroit Pistons   | 4  | 2  | 33,3 | 48,9 | 60,0* | 83,3 | 4,0 | 1,8 | 0,8 | 0,3 | 15,0 |
| 2021     | L.A. Clippers     | 15 | 0  | 14,6 | 47,7 | 41,2  | 50,0 | 0,9 | 0,5 | 0,1 | 0,0 | 5,6  |
| 2023     | Memphis Grizzlies | 5  | 0  | 21,4 | 52,2 | 50,0  | 100  | 4,0 | 1,4 | 0,8 | 0,0 | 7,2  |
| 2025     | Memphis Grizzlies | 4  | 0  | 20,0 | 44,4 | 22,2  | -    | 3,5 | 2,0 | 1,0 | 0,3 | 4,5  |
| Carriera | Carriera          | 28 | 2  | 19,3 | 48,4 | 44,0  | 83,3 | 2,3 | 1,0 | 0,5 | 0,1 | 7,1  |

#### Massimi in carriera
- Massimo di punti: 30 (2 volte)[4]
- Massimo di rimbalzi: 10 (4 volte)
- Massimo di assist: 9 vs Atlanta Hawks (22 novembre 2019)
- Massimo di palle rubate: 4 (2 volte)
- Massimo di stoppate: 2 (2 volte)
- Massimo di minuti giocati: 41 vs Indiana Pacers (8 novembre 2019)

### G League
| Anno      | Squadra         | PG | PT | MP   | TC%  | 3P%  | TL%  | RP  | AP  | PRP | SP  | PP   |
| --------- | --------------- | -- | -- | ---- | ---- | ---- | ---- | --- | --- | --- | --- | ---- |
| 2017-2018 | G. Rapids Drive | 1  | 1  | 39,8 | 53,8 | 50,0 | 90,9 | 4,0 | 3,0 | 4,0 | 0,0 | 26,0 |
| 2018-2019 | G. Rapids Drive | 1  | 1  | 24,2 | 53,8 | 62,5 | 80,0 | 5,0 | 5,0 | 0,0 | 0,0 | 27,0 |
| Carriera  | Carriera        | 2  | 2  | 32,0 | 53,8 | 58,3 | 85,7 | 4,5 | 4,0 | 2,0 | 0,0 | 26,5 |

## Palmarès
- McDonald's All-American Game (2015)